# Ma meilleure amie (téléfilm)
Pour les articles homonymes, voir Ma meilleure amie.
 (août 2016).
Si vous disposez d'ouvrages ou d'articles de référence ou si vous connaissez des sites web de qualité traitant du thème abordé ici, merci de compléter l'article en donnant les références utiles à sa vérifiabilité et en les liant à la section « Notes et références ».

Ma meilleure amie est un téléfilm français réalisé par Élisabeth Rappeneau, en 2004, il dure 90 minutes.

## Synopsis
Antoine, journaliste sportif dans un quotidien de la capitale, partage son petit déjeuner avec ses deux jolis bambins, avant de les conduire à l'école. La maman, Alice, directrice d'une agence de publicité à l'emploi du temps serré, embrasse sa petite famille en coup de vent et disparaît au volant de sa voiture de sport. Alors qu'elle est bloquée dans les embouteillages, son attention est attirée par une jeune femme qui fait la manche et en laquelle elle reconnaît Michèle, sa meilleure amie d'enfance. Elle l'avait perdue de vue depuis des années mais ne l'a jamais oubliée, liée à elle par une histoire ancienne et dramatique. Profondément troublée, Alice est incapable, ce matin-là de se concentrer sur sa réunion de travail. Le lendemain, elle déserte l'agence pour retourner sur la placette, bien décidée à retrouver sa camarade. Un vendeur de journaux l'aiguille sur un squatt à La Courneuve où elle se rend sur-le-champ. Elle voit effectivement Michèle sortir de la bâtisse, la suit un moment à distance, hésite, puis finit par l'aborder.

## Fiche technique
- Réalisateur : Élisabeth Rappeneau
- Scénario et dialogues : Lorraine Lévy
- Adaptation et dialogues : Lorraine Lévy, Sophie Deschamps
- Directrice de la photographie : Béatrice Mizrahi
- Musique : Jean-Claude et Angélique Nachon
- Montage : Ariane Boeglin
- Son : Yves Osmu, Christian Fontaine
- Production : Scarlett Production, France 2, La Chaîne Festival
- 1re télédiffusion : 9 mars 2005

## Distribution
- Anouk Grinberg : Michèle, la meilleure amie d'enfance d'Alice devenue SDF
- Julie Debazac : Alice, sa meilleure amie d'enfance devenue directrice d'une agence de publicité
- Jean-Michel Noirey : Antoine, le gentil mari d'Alice, un journaliste positif
- Nicolas Jouxtel : Grégoire
- Manon Chevallier : Tessa
- Claudia Tagbo : Bertine
- François Frapier : Momo, un marchand de journaux SDF
- Éric Laugérias : Patrick
- Geoffrey Carey : Malcolm
- Jean-Philippe Puymartin : le père d'Alice
- Estelle Vincent : Sonia
- Olivier Sabin : Luis le Tatoué
- Guillaume Adam : Gauthier
- Yann Personnic : l'interne
- Christelle Decourcelle : l'infirmière
- François Podetti : le client de l'agence
- Tony Lopez : un jeune garçon
- Anne-Marie Ferrer : la femme revêche